# Katolička Crkva u Somaliji
Katolička Crkva u Somaliji dio je Katoličke Crkve, pod duhovnim vodstvom pape i kurije u Rimu.
Oko 100 stanovnika Somalije su katolici. Tijekom kolonijalnog razdoblja, 1950. bilo je oko 8500 vjernika (0,7%), gotovo svi iz Italije.
Somalija ima jednu katoličku biskupiju Mogadishu, koja je izravno pod Svetom Stolicom. Posljednji biskup Mogadishua Salvatore Colombo, ubijen je 1989.  Od 1990. godine, biskup Giorgio Bertin je apostolski upravitelj. Biskupi iz Somalije su članovi Biskupske konferencije arapskih teritorija. Predsjednik Biskupske konferencije nadbiskup Pier Battista Pizzaballa O.F.M., apostolski upravitelj latinskog patrijarhata u Jeruzalemu. 
Apostolski delegat za Somaliju je nadbiskup Luigi Bianco, ujedno i apostolski nuncij u Džibutiju i Etiopiji.